# Potència (física)
|  | Per a altres significats, vegeu «potència». |

En física la potència és la quantitat de treball efectuat per unitat de temps. En el Sistema Internacional es mesura en watts; se sol representar amb la lletra P. Matemàticament es representa com la derivada temporal de l'energia:
{\displaystyle P={\frac {dE}{dt}}},
Encara que si l'energia es considera constant, aleshores la fórmula se simplifica per:
{\displaystyle P={\frac {W}{t}}={\frac {E}{t}}},

## Potència mitjana[2]
La potència mitjana, és el quocient entre el treball realitzat i l'interval de temps finit durant el qual s'ha realitzat aquest treball. Es pot representar en la següent equació:
{\displaystyle P_{m}={\frac {\Delta W}{\Delta t}}}
On:
{\displaystyle P_{m}} = la potència mitjana
{\displaystyle \Delta W} = el treball realitzat
{\displaystyle \Delta t} = l'interval de temps finit

## Potència instantània[2]
La potència pot ser que variï en cada instant de temps, perquè el treball no es realitzi de manera uniforme. Llavors definim la potència instantània com el quocient entre el treball desenvolupat en un instant de temps molt petit (que s'apropi a 0) i aquest interval de temps.
En l'equació s'ha de calcular el límit de la potència mitjana quan l'interval de temps tendeix a 0.
{\displaystyle P=\lim _{\Delta t\to 0}({\frac {\Delta W}{\Delta t}})}
On: 
{\displaystyle P} = potència instantània
{\displaystyle \Delta W} = treball desenvolupat en un instant de temps
{\displaystyle \Delta t} = interval de temps
Aquesta fórmula també es pot expressar en termes de la força i la velocitat de la següent manera:
{\displaystyle P={\frac {dW}{dt}}\longrightarrow P={\frac {d(\int {\overrightarrow {F}}d{\overrightarrow {x}})}{dt}}\longrightarrow P={\overrightarrow {F}}\bullet {\overrightarrow {v}}}
On:
{\displaystyle P} = potència instantània (W)
{\displaystyle {\overrightarrow {F}}} = força (N)
{\displaystyle {\overrightarrow {v}}} = velocitat (m/s)

## Rendiment[2]
El treball realitzat per unitat de temps que desenvolupa un aparell s'anomena potència consumida. Però, com en funcionar un aparell hi ha un cert fregament entre les parts mòbils i les fixes, això fa que el treball motor realitzat per unitat de temps sigui menor que la potència consumida. La potència útil és aquella que queda de la consumida, un cop se n'ha perdut una part a causa del fregament.
El rendiment d'un parell és la relació entre la potència útil i la potència consumida. El rendiment no té unitat i es pot deixar en el número resultant o en %.
{\displaystyle \eta ={\frac {P_{u}}{P_{c}}}}
On:
{\displaystyle \eta } = el rendiment d'un parell
{\displaystyle P_{u}} = la potència útil
{\displaystyle P_{c}} = la potència consumida

## Unitats de mesura

### Sistema Internacional
- watt (W)

{\displaystyle 1W={\frac {1J}{1s}}}
Un watt és equivalent a 1 Joule per una unitat de segon.

### Unitats mecàniques
- Cavall de vapor (CV)
- Calories per segon (cal/s)

### Unitats elèctriques
- voltampere (VA) per a la potència aparent
- watt (W) per a la potència activa
- voltampere reactiu (VAr) per a la potència reactiva

## Potència elèctrica
La potència elèctrica P desenvolupada en un cert instant per un dispositiu ve donada per l'expressió:
{\displaystyle P(t)=I(t)V(t)\,}
- P(t) és la potència instantània, es mesura en watts (joules/segon).
- I(t) és el corrent elèctric que circula per ell, es mesura en amperes.
- V(t) és la diferència de potencial (caiguda de voltatge) a través del component, es mesura amb volts.

Si el component és una resistència, tenim:
{\displaystyle P=I^{2}R={\frac {V^{2}}{R}}}
- R és la resistència, es mesura en ohms.

## Potència sonora
La potència sonora es considera que és la quantitat d'energia que transporta l'ona sonora per unitat de temps a través d'una superfície donada. Depenent de la superfície i de la intensitat de l'ona ve donada, en cas general, per la funció de la integral de la multiplicació de la intensitat sonora per la superfície sobre la qual es desplaça l'ona.